# Едвард Кеннеді
Едвард Мур «Тед» Кеннеді (англ. Edward Moore «Ted» Kennedy; 22 лютого 1932 — 26 серпня 2009) — американський політик. 1958 року керував виборчою компанією Джона Кеннеді в Сенат США від Демократичної партії, учасник президентської виборчої компанії Джона Кеннеді в 1960 році, помічник окружного прокурора в штаті Массачусетс (графство Саффолк (Suffolk Co) в 1961–1962 рр., сенатор США від штату Массачусетс з 1962 року, член Демократичної партії США (де-факто лідер її ліберального крила). У 1969–1971 рр. помічник лідера Демократичної партії в Сенаті США. Едвард обирався в Сенат США вісім разів і був одним з найвпливовіших членів Демократичної партії США.
Наймолодший брат президента США Джона Фіцджеральда Кеннеді.

## Біографічні відомості
Тед був одним з дев'яти дітей Джозефа і Роуз Кеннеді, що подарували Америці цілу плеяду видатних політичних і громадських діячів. Доля братів Едварда була трагічною. Старший з них — Джозеф — загинув в авіакатастрофі в роки Другої світової війни. Джон Кеннеді, 35-й президент США, був застрелений в 1963 році, а в 1968 році убили сенатора Роберта Кеннеді, який також збирався зайняти Білий дім.
Освіту здобував в Академії Мілтона, Гарвардський університет (BA, 1956), Гаазькій академії міжнародного права (Нідерланди) (1958), Університеті штату Вірджинія (LLB, 1959). Служив у війську в 1951–1953, зокрема у Франції в 1952–1953.
Тед Кеннеді балотувався в Сенат, щойно подолав поріг вікового обмеження — в 1962 році. Здобувши перемогу, він зайняв місце, яке йому заповідав старший брат: Джон Кеннеді пішов з Сенату в 1961 році у зв'язку з обранням на президентську посаду.
Самому Едварду Кеннеді так і не вдалося позмагатися за президентське крісло. Зокрема, цьому завадила скандальна автоаварія 1969 року, коли машина, якою управляв Кеннеді, звалилася в річку з моста. Політикові вдалося вибратися, проте потонула жінка, що їхала разом з ним. Кеннеді запевняв, що не був п'яний і приклав всі сили, щоб врятувати свою пасажирку. Проте, він залишив місце аварії і повідомив про неї в поліцію лише згодом.
До початку 1970-х, коли в США розгорівся знаменитий Вотергейтський скандал, Тед Кеннеді був вже досвідченим членом верхньої палати Конгресу і з сенатської трибуни батожив адміністрацію республіканця Ніксона. «Чи забезпечує наша система правосуддя рівність перед законом? — гнівно питав він, — Чи є одна система для звичайного громадянина і інша — для високопоставленого і впливового?»
1980 року Кеннеді боровся за право балотуватися в президенти від демократів, але програв Джиммі Картеру, чинному президенту, який потім програв загальні вибори Рональду Рейгану.
Тед Кеннеді пропрацював в Сенаті США понад 40 років і вважався одним з найефективніших законодавців за останні десятиліття.

### Політична позиція
Лідер ліберального крила демократичної партії. Визнаний фахівець в області охорони (зокрема захисту материнства і дитинства, досліджень в області раку тощо) здоров'я, проблем біженців, контролю над зброєю масового знищення, прихильник заборони вільного продажу особистої зброї. Досягнення Кеннеді на законодавчому терені широко відомі: він зіграв велику роль в ухваленні Акту про цивільні права в 1964 році, Акту про виборчі права в 1965 році, Акту про американців з обмеженими можливостями в 1990 році й Акту про відпустки за сімейними і медичними обставинами в 1993 році. Роль прапороносця, яку виконував Кеннеді, особливо примітна тому, що його кар'єра довелася на час підйому консерватизму: спершу при Рональді Рейгані, потім при Джорджі Буші-молодшому.
Саме сенатор Е. М. Кеннеді назвав «Стратегічну оборонну ініціативу» (COI) президента Рейгана програмою «Зоряних воєн».
Був автором або сприяв ухваленню законів
- Закон про право на інформацію,
- Закон про виборче право,
- Закон про заборону вікової дискримінації,
- Поправка до Конституції про право голосу для 18-річних,
- Закон про кращий захист дітей,
- Закон про забезпечення медичних досліджень
- Реформа Імміграційного законодавства
- Реформа федерального кримінального законодавства
- Закон про захист релігійної свободи
- Закони про забезпечення рівного доступу і високих стандартів на всіх рівнях освіти

Всього за час своєї служби сенатором Кеннеді був автором понад 2500 законопроєктів. З цих законопроєктів декілька сотень стали законами (з сайту сенатора Кеннеді).
На думку консервативного сенатора-республіканця Орріна Хетча: «Його брати були великими людьми, але вони не змогли б знести його ношу законодавця». (Time — 1991 — April 29 — р. 28)
Після перемог демократів на виборах президента і членів Конгресу в 2008 році, на порядок денний в США постала реформа, яку Кеннеді називав справою свого життя, — створення системи загального медичного страхування. Фундамент для цієї реформи «ліберальний лев» закладав роками, але коли настав рішучий момент, опинився в стороні від головних подій. Виною тому стала хвороба. У травні 2008 року в старого сенатора несподівано почалися конвульсії, і лікарі виявили злоякісну пухлину мозку. У червні того ж року Кеннеді переніс важку хірургічну операцію, потім почався курс хіміо- і променевої терапії. Стан його здоров'я погіршувався, сенатор все частіше був відсутній на засіданнях, а на бенкеті на честь інавгурації Барака Обами — Кеннеді підтримав колегу ще на етапі праймеріз — сенатор від Массачусетсу знепритомнів. Коли запланована Обамою реформа охорони здоров'я була винесена на обговорення Сенату, Кеннеді вже був при смерті.
Едвард Кеннеді, який до старості міцно закріпив за собою статус «прапороносця» американських лібералів, пропрацював у верхній палаті Конгресу без малого 47 років. За цим показником він займає третє місце в історії — після Роберта Берда, і померлого кілька років тому Строма Термонда.

### Едвард Кеннеді і СРСР
У квітні 1974 року Кеннеді відвідав СРСР, де зустрівся з Леонідом Брежнєвим і добивався повної заборони на випробування ядерної зброї і спрощення еміграції. Тоді ж він виголосив промову в Московському університеті, зустрівся з радянськими дисидентами і добився дозволу на виїзд з країни Мстислава Ростроповича.
Наступного разу відвідав СРСР 1978 року, знову зустрівшись з Брежнєвим і дисидентами. Крім того, сенатор взяв участь в роботі Міжнародної конференції з первинної медико-санітарної допомоги Світової організації охорони здоров'я і дитячого фонду ООН (ЮНІСЕФ) в Алма-Аті.
1986 року Едвард вирушив до Москви на зустріч вже з новим лідером СРСР — Михайлом Горбачовим. На зустрічі обговорювалися питання контролю за ядерною зброєю і проблеми єврейської еміграції з СРСР. Сенатор зробив звернення до радянських громадян по 1 програмі ТБ і дав інтерв'ю В. С. Зоріну (скорочений варіант звернення транслювався в програмі «Время»).

## Похорон

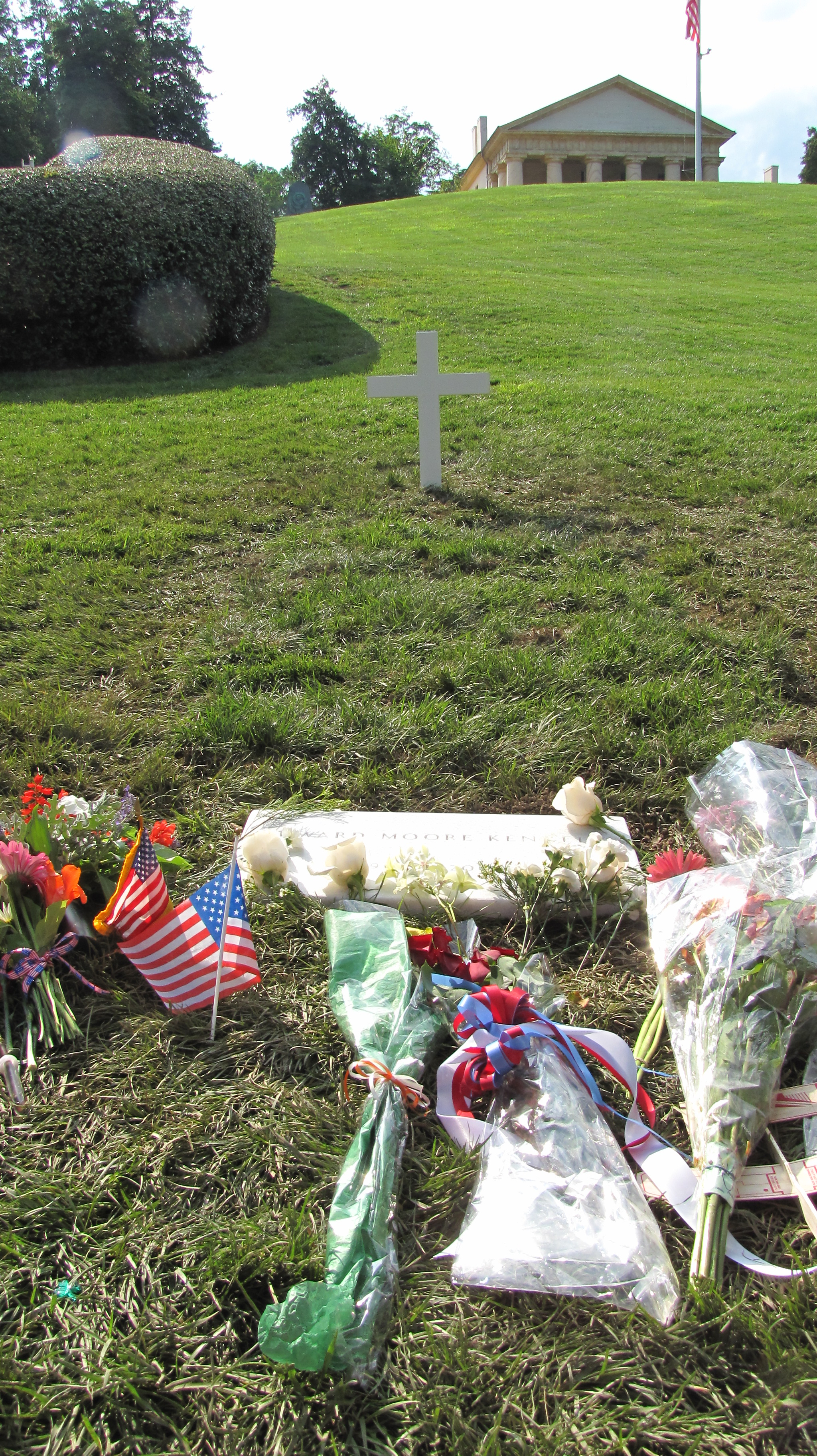
Арлінгтонський національний цвинтар

Едвард Кеннеді був похований 29 серпня 2009 року на Арлінгтонському національному цвинтарі в штаті Вірджинія. Могила Кеннеді розташована поруч з похованнями його братів, 35-го президента США Джона Кеннеді і сенатора Роберта Кеннеді. Прощання з політиком, що пропрацював сенатором 47 років, продовжувалося декілька днів, на церемонії були присутні чинний президент США Барак Обама з дружиною, держсекретар Гілларі Клінтон, колишні президенти Джордж Вокер Буш, Білл Клінтон і Джиммі Картер, відомі політики і тисячі американців.
Едварда Кеннеді пережила його друга дружина Вікторія Енн Редджі Кеннеді, а також колишня дружина Джоан Беннетт. Від двох шлюбів у нього залишилося п'ятеро дітей.

## Автор книг
- Рішення на десятиліття. Політика і програми на 1970-і. // Decisions for а Decade. Policies & Programs for the 1970s. — NY-Doubleday: Garden City, 1968. — 222 р.
- У критичних умовах. Криза Американської системи охорони здоров'я. // In critical condition. The crisis in America's health care. — NY, 1972. — 252 р.
- Наш час і покоління. Вислови Едварда Кеннеді. // Our day and generation: the words of Edward Kennedy. — NY: Simon & Schuster, 1979.
- Заморожування! Як ви можете допомогти запобігти ядерній війні. (Спільно з сенатором-республіканцем Марком Хетфілдом) // Freeze! How your can help prevent nuclear war. — Toronto, 1982.

## Нагороди
- 1967 названий серед 10 видатних молодих людей США (US Jr CofC)
- Великий Хрест ордена Ацтекського Орла (Мексика, 2008)